# SWEET ROMANCE
『SWEET ROMANCE』（スウィート・ロマンス）は、カーネーションの15枚目のアルバム。2012年9月19日にCosmic Sea Recordsより発売された（Pヴァイン・レコードとの共同リリース）。
前作から3年ぶりのオリジナルアルバム。ミニアルバム曲「UTOPIA」と「I Love You」以外は全て新曲である。初回盤のみ2枚組で、全曲のインストゥルメンタルCDが付属する。ジャケットは写真のコラージュ。
ディスクユニオンでの購入特典は、メンバーによる作品解説オーディオコメンタリーCDで、LIVE会場などでの特典は、制作ドキュメントミニ・ムーヴィーDVD「THE MAKING OF SWEET ROMANCE」。
歌詞カードの冒頭には、湯浅学の解説が記載されている。キンモクセイの張替智広がドラムとして参加した。

## 収録曲
1. Spike & Me
Spikeとは釘のこと[1]。共同作詞に大谷能生が参加。
2. I LOVE YOU
本アルバムのリード・トラックで、TBSラジオのパワープレイ曲にもなった。20年前の直枝政広のソロ曲のリメイクであり、一部歌詞に大江健三郎作品のフレーズを改変引用している。『天国と地獄』の「ハリケーン」にも同じフレーズがある[1]。
3. In Dreams
元タイトルは「Pub Rock」。
4. なんかへん
5. Station
6. Bye Bye
7. Gimme Something, I Need Your Lovin'
8. 口笛ふいて
9. UTOPIA
10. 未来図
リードボーカルは大田譲。
11. 遠くへ
12. Bye Bye (Reprise)